# La Ville-du-Bois
La Ville-du-Bois is een gemeente in het Franse departement Essonne (regio Île-de-France) en telt 5901 inwoners (1999). De plaats maakt deel uit van het arrondissement Palaiseau.

## Geografie
De oppervlakte van La Ville-du-Bois bedraagt 3,6 km², de bevolkingsdichtheid is 1639,2 inwoners per km².
De onderstaande kaart toont de ligging van La Ville-du-Bois met de belangrijkste infrastructuur en aangrenzende gemeenten.

## Demografie
Onderstaande figuur toont het verloop van het inwonertal (bron: INSEE-tellingen).